# Europejski Festiwal Lekkoatletyczny

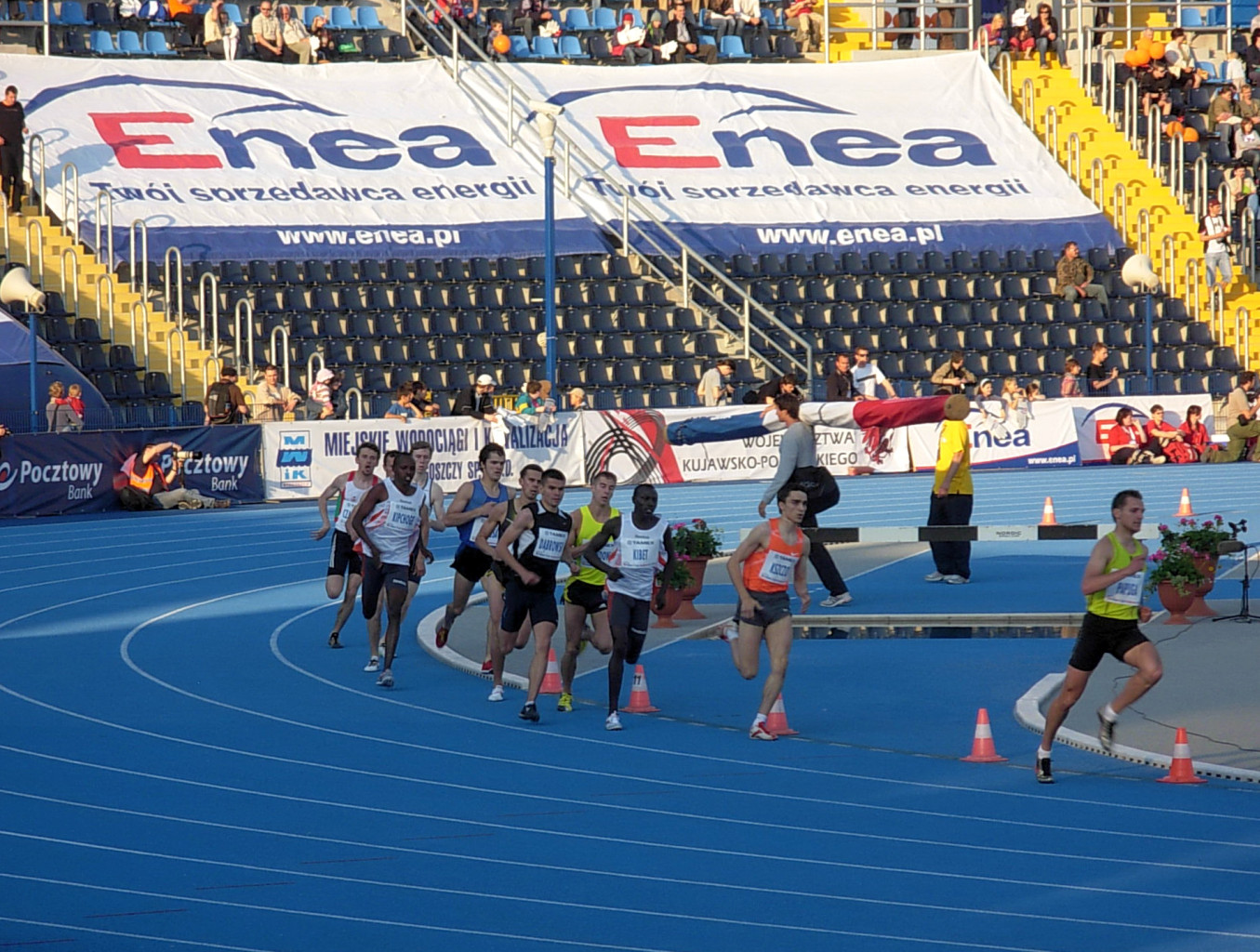
Enea Cup 2009

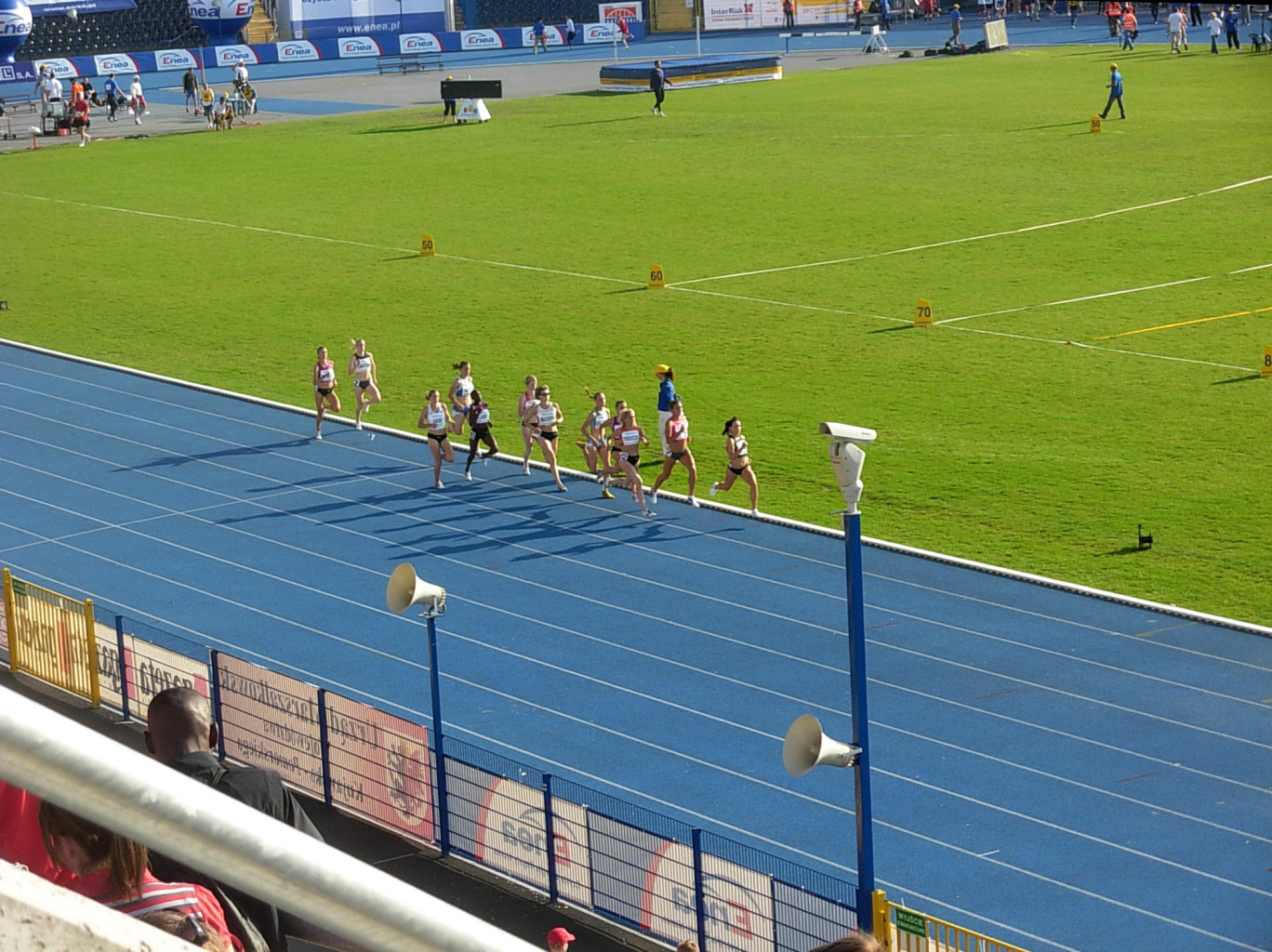
Enea Cup 2010

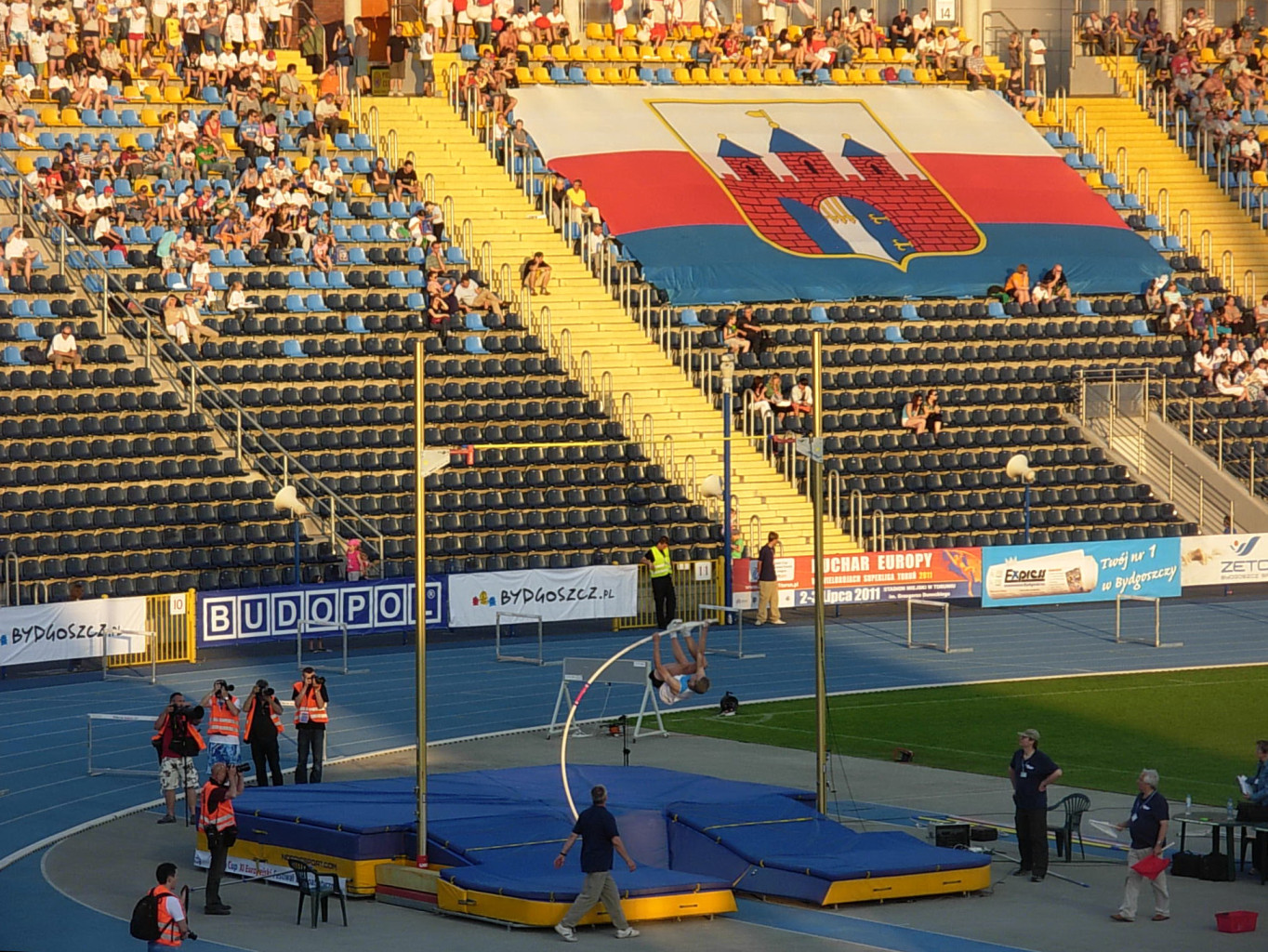
Enea Cup 2011

Europejski Festiwal Lekkoatletyczny – międzynarodowy mityng lekkoatletyczny organizowany od 2001 (pierwsze dwie edycje pod nazwą Europejski Festiwal Sztafet) w Bydgoszczy na Stadionie im. Zdzisława Krzyszkowiaka. 
Do sezonu 2012 impreza znajdowała się w kalendarzu European Athletics Outdoor Premium Meetings w związku z czym należała do grona najważniejszych mityngów organizowanych w Europie pod egidę Europejskiego Stowarzyszenia Lekkoatletycznego. Do 2009 impreza była zaliczana do cyklu IAAF World Athletics Tour i posiadała rangę Area Permit Meetings. Impreza gromadziła czołowych lekkoatletów świata oraz Polski. Wśród uczestników mityngu znaleźli się m.in. Blanka Vlašić, Tim Lobinger, Virgilijus Alekna, Marek Plawgo czy Kōji Murofushi.  
Podczas zawodów 6 czerwca 2010 Polka Anita Włodarczyk poprawiła własny rekord świata w rzucie młotem (78,30 m).
Od 2019 roku zawody zostały zastąpione przez Memoriał Ireny Szewińskiej.

## Edycje
| Edycja | Gospodarz              | Data                                |
| ------ | ---------------------- | ----------------------------------- |
| 2001   | Bydgoszcz              | 15 czerwca(dts) br                  |
| 2002   | Bydgoszcz              | 8 czerwca(dts) br                   |
| 2003   | Bydgoszcz              | 8 czerwca(dts) br                   |
| 2004   | Bydgoszcz              | 5 czerwca(dts) br                   |
| 2005   | Bydgoszcz              | 5 czerwca(dts) br                   |
| 2006   | Bydgoszcz              | 1 czerwca(dts) br                   |
| 2007   | Bydgoszcz              | 10 czerwca(dts) br                  |
| 2008   | Bydgoszcz              | 1 lipca(dts) br                     |
| 2009   | Bydgoszcz              | 10 czerwca(dts) br                  |
| 2010   | Bydgoszcz              | 6 czerwca(dts) br                   |
| 2011   | Bydgoszcz              | 3 czerwca(dts) br                   |
| 2012   | Bydgoszcz              | 3 czerwca(dts) br                   |
| 2013   | Bydgoszcz              | 8 czerwca(dts) br                   |
| 2014   | Inowrocław / Bydgoszcz | 1 czerwca(dts) br–2 czerwca(dts) br |
| 2015   | Bydgoszcz              | 14 czerwca(dts) br                  |
| 2016   | Bydgoszcz              | 4 czerwca(dts) br–5 czerwca(dts) br |
| 2017   | Bydgoszcz              | 1 czerwca(dts) br–2 czerwca(dts) br |
| 2018   | Bydgoszcz              | 29 maja(dts) br                     |